# 大田フレッシュフラワーズ
大田フレッシュフラワーズは、バラ等の仲卸をしている会社。1990年創業。長らく京成グループに属していたが、2007年11月に株式会社フレッシュフラワーズに買収されて、同社の子会社となった。

## 事業概要
- 生花の仲卸業
- 生花の加工販売